# 尧杰
尧杰（？—？），一作粲，字永寿，上党郡长子县（山西省长治市长子县）人，北魏、东魏官员。 

## 生平
尧杰为人性格轻率浮躁，喜好喝酒，很有军事才能，历任给事中、羽林监。尧杰跟随高欢击败纥豆陵步藩有功，出任镇东将军，封乐城县伯，食邑一百户，外任沧州刺史。高欢在信都起兵后，尧杰前往瀛州，知道尔朱兆战败，也派出使者归附高欢。高欢知道尧杰和堂弟尧雄都有归附的真诚，就留尧杰代理瀛州刺史，很快又派尧雄出任瀛州刺史替代尧杰。尧杰跟随平定邺城、击败尔朱兆，进爵为乐城县侯。尧杰后出任都督，率领部众跟随樊子鹄在谯城讨伐元树，将他平定。尧杰出任南兖州刺史，收受了很多贿赂，但是他性格果断坚决，官吏百姓害怕他。很快尧杰代理兖州刺史。元象初年，尧杰出任车骑大将军、仪同三司，进爵为乐城县公，外任磨城镇大都督，转任安州刺史，在安州去世，朝廷赠予使持节、沧瀛二州诸军事、尚书右仆射、沧州刺史。

## 家庭

### 父亲
- 尧洪，北魏镇北府录事参军、平阳伯